# Abbazia di San Donato
L'abbazia di San Donato è un'abbazia del IX secolo, sita in località un tempo denominata Scozola, a Sesto Calende.

## Storia
L'abbazia fu voluta dal vescovo di Pavia, Liutardo, insieme al monastero andato distrutto, edificata sui resti di un tempio pagano. Fu costruita tra l'830 e l'864 dai monaci benedettini in una zona che controllava il pagamento dei pedaggi delle barche che risalivano in Ticino. A causa di questa posizione di interesse, nel XI secolo l'abbazia fu contesa tra i Benedettini e il vescovo di Milano e fu saccheggiata più volte, fino a che nel XII secolo Sesto Calende fu conquistata dai Visconti, lasciando il potere ai frati.
A cavallo tra i secoli XI e XII, la chiesa venne ricostruita ispirandosi alle basiliche romaniche di Milano.
Nel 1508 l'abbazia divenne commenda per esponenti della curia romana e nel 1534 fu concessa da papa Paolo III all'Ospedale maggiore di Milano in seguito alla rinuncia dell'arcivescovo (poi cardinale) Niccolò Schomberg.
Successivamente, l'abbazia subì pesanti rimaneggiamenti e trasformazioni che comportarono, tra l'altro, la realizzazione di una copertura a volte e la realizzazione di finestre barocche al posto di monofore con doppia strombatura.
Nel 1820 l'abbazia passò definitivamente dalla diocesi di Pavia all'arcidiocesi di Milano. Nel Museo civico Archeologico di Sesto Calende sono raccolte alcuni resti delle sculture un tempo presenti nell'abbazia.

## Descrizione
L'attuale edificio consta di tre navate asimmetriche e absidate. La parte superiore dell'absidina a sud, andata distrutta, è stata sostituita nel XVIII secolo dall'attuale sacrestia che poggia sui resti affrescati del precedente manufatto. L'altare maggiore è sopraelevato sulla chiesa originale alla quale si accede da due scale affiancate alla gradinata centrale settecentesca. La Chiesa è stata costruita con ciottoli trovati nella zona circostante. Nei muri esterni sono inglobati bassorilievi in marmo databili al IX secolo.

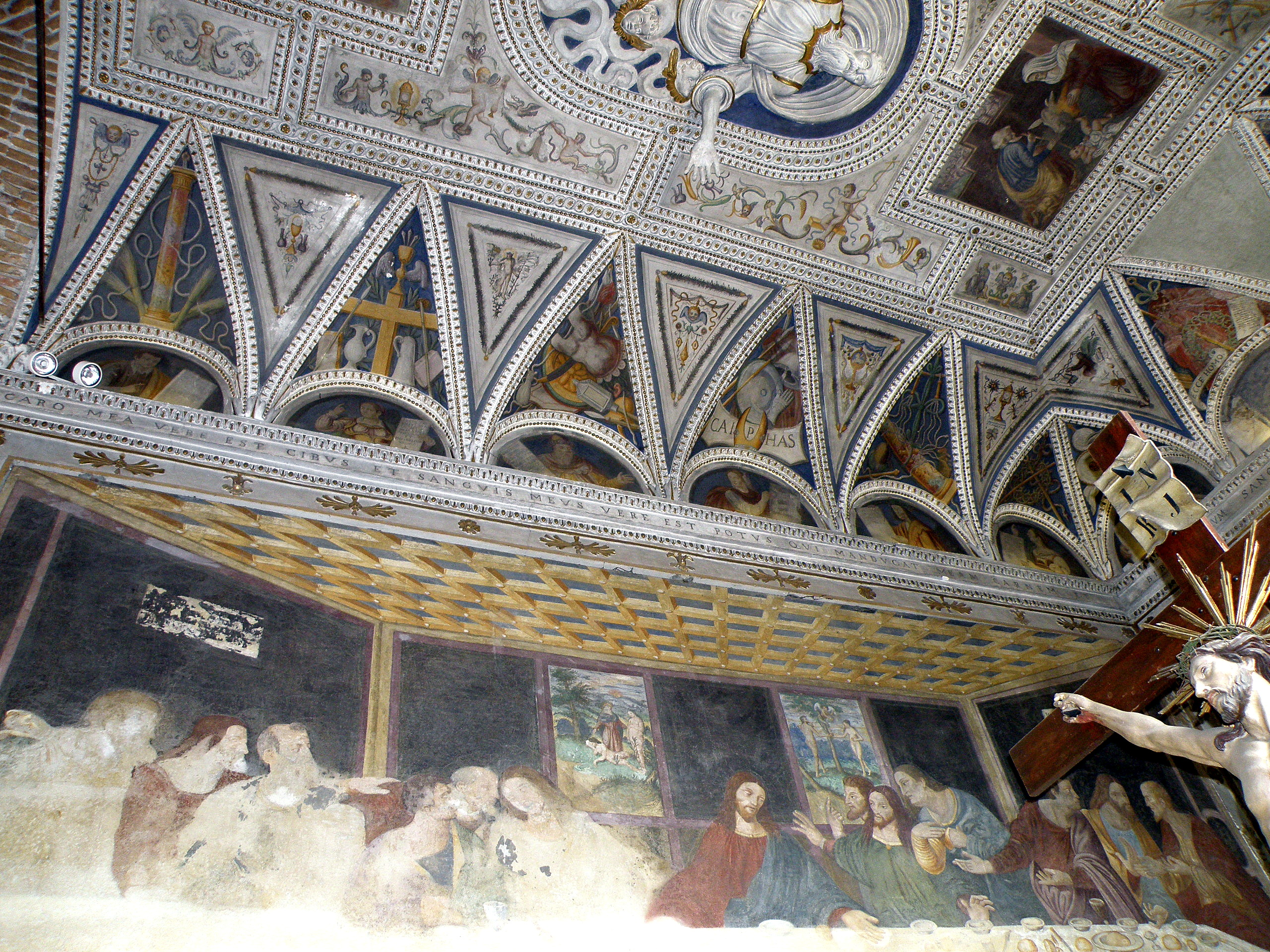
Chiesa di San Donato: l´Ultima Cena, di Giovanni Battista Tarilli, dal 1581.

Nella cripta, si leggono a malapena sinopie illustranti la Natività e l'Ave Maria. Le pareti che racchiudono l'altare maggiore, affrescate dal Bellotti, presentano curiose cariatidi con parti sporgenti degli abiti. Ai piedi del catino centrale, a due centri di curvatura a causa dell'intervento di sostituzione dell'originaria copertura lignea andata distrutta con le attuali volte in cotto, si snoda un coro ligneo di pregevole fattura con quindici stalli. All'esterno sono di particolare pregio architettonico l'absidina a nord (la porzione più antica dell'edificio), l'abside centrale (un tempo aperta da tre monofore) e la torre campanaria, decorati con archetti in cotto e in pietra. In tutte le murature esterne e interne sono inseriti, come materiali di reimpiego, elementi di precedenti edifici cristiani e pagani sui quali è stato edificato l'attuale tempio.
All'interno, rielaborato più volte nel corso dei secoli, sono interessanti nel pronao o nartece della metà del XII secolo gli splendidi capitelli preromanici e le volte grafite. Questo avancorpo era probabilmente un portico aperto su tre lati, utilizzato poi come ampliamento della Chiesa dopo essere stato murato e aperto da tre portali. 
Il presbiterio si sviluppa sopra una cripta a tre navate, con cinque campate dotate di cupole sorrette da colonne a capitello rozzo.
Numerosi e di varie epoche gli affreschi, alcuni dei quali trasferiti su tela in occasione di scoperte o di restauro. Tra questi la Madonna dei Limoni, del XVI secoli. Notevoli tra i rimanenti in sito, da segnalare, la Disputa di santa Caterina d'Alessandria, opera di Bernardino Zenale da Treviglio del 1503, nella nicchia un tempo fonte battesimale, la Madonna del latte sul pilastro centrale del lato destro della navata, l'Ultima cena, opera di Giovanni Battista Tarilli da Cureglia, datata 1581. Interessanti sono pure Dio in trono e la Teoria di santi nell'abside di sinistra. 
All'interno della chiesa, in occasione della creazione della pavimentazione in cotto che ha eliminato l'originale in beola e sarizzo, sono stati rinvenuti plutei facenti parte dell'ambone della chiesa del IX secolo e usati come riempimento. Di particolare pregio, sono oggi conservati nel Museo presso il palazzo Comunale. L'organo di gradevole voce, opera di Carlo Aletti di Monza (1869), è stato recentemente restaurato grazie ad una sottoscrizione.